# Lucanas
Lucanas é uma província do Peru localizada na região de Ayacucho. Sua capital é a cidade de Puquio.

## Distritos
- Aucara
- Cabana
- Carmen Salcedo
- Chaviña
- Chipao
- Huac-Huas
- Laramate
- Leoncio Prado
- Llauta
- Lucanas
- Ocaña
- Otoca
- Puquio
- Saisa
- San Cristobal
- San Juan
- San Pedro
- San Pedro de Palco
- Sancos
- Santa Ana de Huaycahuacho
- Santa Lucía